# 앤설 애덤스

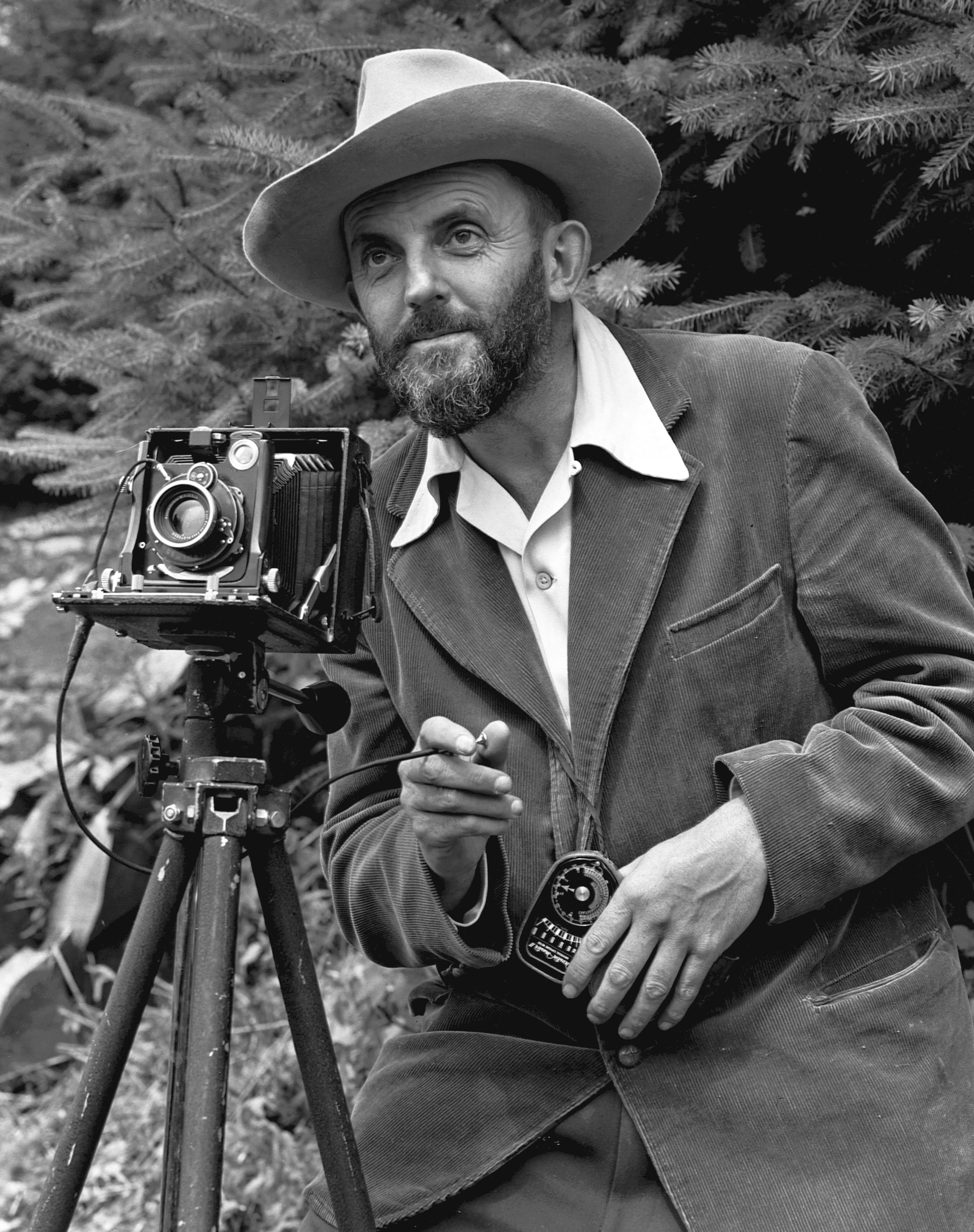

앤설 이스턴 애덤스(영어: Ansel Easton Adams, 1902년 2월 20일 ~ 1984년 4월 22일)는 그의 미국 캘리포니아주의 요세미티 계곡을 찍은 흑백사진 작품들로 유명한 미국의 사진작가이다.

## 일대기
- 1902년 2월 20일 캘리포니아주 샌프란시스코 출생. 피아노 연주자로 교육을 받음.
- 1916년 부모와 함께 요세미티 계곡 여행. 이때 부모가 사준 박스형 카메라로 사진을 찍음. 상업 사진가 프랭크 데이드먼으로부터 사진을 배우고, 매년 요세미티에서 사진과 등산에 열중함.
- 1920년 프로 피아니스트를 목표함. 요세미티 공원 시에라 클럽(Sierra Club, 미국의 환경단체) 본부의 자연감시원이 되다.
- 1927년 후에 애덤스의 후계자가 되는 앨버트 벤다를 만나다. 산악사진집 출판.
- 1928년 시에라 클럽 소속의 사진가가 된다. 버지니아 베스트와 결혼.
- 1930년 사진가 폴 스트랜드와 만나다. 사진가가 될 결심을 하다.
- 1932년 샌프란시스코에서 최초의 개인전 개최. ‘f64 그룹’ 결성.
- 1933년 샌프란시스코에 앤설 애덤스 갤러리를 열다.
- 1935년 『Making a Photography』출판.
- 1936년 개인전 ‘An American Place' 개최
- 1940년 현대 미술관 사진부 신설에 협력, 차장으로 취임.
- 1944년 1943년부터 강제격리 수용소에 수용된 일본계 미국인을 촬영한 사진집, 『Born Free and Equal』출판
- 1946년 캘리포니아 미술학교에 최초로 사진학과 창설.
- 1949년 폴라로이드 회사의 고문으로 재직.
- 1955년 매년 6월에 요세미티 계곡에서 워크숍 개최.
- 1961년 캘리포니아 대학교에서 명예박사학위 수여
- 1968년 미국 내무성으로부터 환경 보존상 수상.
- 1980년 지미 카터 대통령으로부터 자유의 훈장을 받음.
- 1984년 4월에 심장병으로 타계.

## 같이 보기
- 환경 보호